# Alimentation Couche-Tard
Alimentation Couche-Tard Inc. eller Couche-Tard er en canadisk detailhandelskoncern, der driver nærbutikker og tankstationer. De har 15.000 butikker i Canada, USA, Mexico, Irland, Norge, Sverige, Danmark, Estland, Letland, Litauen, Polen, Rusland, Japan, Kina og Indonesien. Butikkerne kendes som Couche-Tard, Circle K, On the Run, 7-jours, Dairy Mart, Daisy Mart og Winks.
Alain Bouchard åbnede sin første convenience-butik i 1980 i Laval, en forstad til Montreal.